# Porcellio pityensis
Porcellio pityensis là một loài chân đều trong họ Porcellionidae. Loài này được Vandel miêu tả khoa học năm 1955.